# Carole Wilson
Carole Wilson ist eine englische Opernsängerin in Stimmlage Mezzosopran. Seit 2014 ist sie Ensemblemitglied der Wiener Staatsoper.

## Leben und Werk
Carole Wilson debütierte 1995 in Tschaikowskis Pique Dame an der Glyndebourne Opera und trat seither an praktisch allen bedeutenden Opernhäusern Großbritanniens auf. 2002 sang sie erstmals am Royal Opera House Covent Garden und war an diesem Haus seither als Rychtářka in Jenůfa, Agnes in Prodaná nevěsta, Aksinja in Ledi Makbet Mzenskowo ujesda, Gräfin in Pikowaja dama und als Martre Schwertlein im Faust von Charles Gounod zu sehen und zu hören.
Die Sängerin gastiert regelmäßig an internationalen Opernhäusern wie der Scala di Milano, der Opéra National de Paris, dem Teatro Real in Madrid und dem Théâtre Royal de la Monnaie in Brüssel, an De Nederlandse Opera in Amsterdam, sowie in Genf, Monte Carlo, Montpellier und Antwerpen. 2008 debütierte sie als Mother Goose in The Rake’s Progress am Theater an der Wien, es inszenierte Martin Kušej, es dirigierte Nikolaus Harnoncourt. Zu ihren Rollen zählen Geneviève in Pelléas et Mélisande, Cassandre in Les Troyens, Amneris, Annina, Giovanna und Curra in den Verdi-Opern Aida, La traviata, Rigoletto und La forza del destino, Herodias und Dritte Magd in Richard Strauss’ Salome und Elektra, sowie zwei Rollen in Benjamin Brittens Peter Grimes, Auntie und Mrs. Sedley. Ihr komödiantisches Talent voll ausleben kann die Künstlerin in als Marcellina in Le nozze di Figaro, Ragonde in Le comte Ory, Mrs. Quickly im Falstaff und Zita in Gianni Schicchi, aber als auch als Hexe Ježibaba in Rusalka oder Die alte Frau in Candide von Leonard Bernstein.
Seit der Spielzeit 2014/15 ist Wilson Ensemblemitglied der Wiener Staatsoper, sie debütierte dort im September 2014 als Mary im Fliegenden Holländer und singt im Haus am Ring auch Annina im Rosenkavalier, Adelaide in Arabella, Dritte Dame in der Zauberflöte, sowie Schwertleite, Marzellina und Giovanna.
Als Konzertsängerin war Carole Wilson unter anderem in der Royal Albert Hall und der Royal Festival Hall in London, der Usher Hall in Edinburgh, der Royal Concert Hall in Glasgow, der St David’s Hall in Cardiff, der Bridgewater Hall in Manchester und im Concertgebouw in Amsterdam zu hören. Ihr Konzertrepertoire reicht von Bach, Händel und Vivaldi bis zu Mahler, Janáček und Vaughan Williams. Es beinhaltet Klassiker wie Mozarts Requiem, Haydns Paukenmesse, Mendelssohns Elias, Bruckner Te Deum und Wagners Wesendonck-Lieder.